# Estádio José Brígido
Estádio José Brígido – stadion piłkarski, w Araci, Bahia, Brazylia, na którym swoje mecze rozgrywa klub Serrinha Esporte Clube.
Pierwszy gol: Zé Neto (Bahia)